# ديريك أرمسترونغ
ديريك أرمسترونغ (بالإنجليزية: Derek Armstrong)‏ (16 مارس 1939 في المملكة المتحدة - ) هو لاعب كرة قدم بريطاني في مركز مهاجم داخلي. لعب مع نادي بلاكبول ونادي كارلايل يونايتد وLancaster City F.C. ‏ وفليتوود تاون ونادي موركامب.